# (19291) Karelzeman
(19291) Karelzeman ist ein Asteroid des äußeren Hauptgürtels, der am 6. Juni 1996 von den tschechischen Astronomen Petr Pravec und Lenka Kotková (damals noch unter ihrem Geburtsnamen Lenka Šarounová) an der Sternwarte Ondřejov (IAU-Code 557) in Ondřejov u Prahy entdeckt wurde. Eine unbestätigte Sichtung des Asteroiden hatte es schon am 26. März 1990 (1990 LE4) am Dynic Astronomical Observatory in der japanischen Präfektur Shiga gegeben.
Die Umlaufbahn von (19291) Karelzeman um die Sonne ist mit mehr als 16° stark gegenüber der Ekliptik des Sonnensystems geneigt. Der mittlere Durchmesser des Asteroiden wurde grob mit 7,366 km (± 1,460) berechnet.
Der Asteroid ist nach dem tschechischen Filmregisseur Karel Zeman (1910–1989) benannt. Die Benennung erfolgte am 9. Mai 2001.